# Na corda bamba (livro)
Na corda bamba é um livro de poesia publicado por Cacaso (pseudônimo de Antônio Carlos de Brito) em 1978. Conta com cinquenta poemas, e uma subdivisão (Jardim da infância, que inclui os dez últimos). A maior parte dos poemas é bastante breve (Célula mater e O filho da mãe têm, cada um, apenas duas palavras). Apresentam tom jocoso e irônico, com uso frequente de gírias e expressões populares. O livro tem a seguinte epígrafe: "Só para ficar nu/ preciso de sete alfaiates. - EL REI DOM MANUEL - CARLOS SALDANHA, II, 76". Foi republicado novamente pelas editoras Cosac & Naify e 7 Letras em 2002, na coleção Ás de colete, que reúne as obras poéticas de vários escritores notáveis do período, como, por exemplo Chacal. Faz parte das obras do poeta publicadas na década de 70 (como Grupo escolar, Beijo na boca e Segunda classe), que constituem o maior número dos seus livros e são consideradas sintomáticas do período.

## Lista de poemas
- Vida e obra;
- Vestibular;
- Papo furado;
- Estratégia;
- Relógio quebrado;
- Célula mater;
- Ecologia;
- Como é bonito Rio das Ostras;
- Cuba libre;
- Lar doce lar;
- Obra aberta;
- Natureza-morta;
- Na corda bamba;
- "Passou um versinho";
- Tropicália;
- Sinfonia vegetal;
- Um homem sem profissão;
- Fotonovela;
- Divisão do trabalho;
- O filho da mãe;
- Modéstia à parte;
- Santa ceia;
- Nostradamus;
- Capricho;
- Agenda;
- Testamento;
- Aporias de vanguarda;
- Coincidência;
- Boêmia;
- Dilema do ioga;
- Golpe de estado;
- Minoridade;
- Arca de Noé;
- Façanha;
- Codaque;
- Sucesso na geral;
- Consolo na praia;
- Carteira profissional;
- Fora da hora;
- Segmento áureo.

### Jardim da infância
- Tudo certo;
- Iniciação;
- Sacrilégio;
- O lugar da transgressão;
- Paisagem;
- Estórias;
- Viajando;
- Rotina;
- Memória arbitrária;
- Beabá.